# Endless Computers
座標: 北緯37度46分26秒 西経122度25分53秒 / 北緯37.773972度 西経122.431297度
Endless Mobile, Inc.とはアメリカ合衆国の情報技術企業で、Endless OSというLinuxベースオペレーションシステムと対応するリファレンスプラットフォームハードウェアを開発している。2011年にカリフォルニア州サンフランシスコで創業し、ブラジルのリオ・デ・ジャネイロにも支社を設置した。

## 歴史
Endlessは2012年5月にマシュー・ダリオとマルチェロ・サンパイオがサンフランシスコで立ち上げた。最初の3年間はリオ・デ・ジャネイロ最大の貧民街であるロシーニャやグアテマラでのフィールドワーク設計を手掛けていた。
2015年4月、クラウドファンディングサイトのKickstarterでのキャンペーンを行い、30日以内に1,041人から17万6,538ドルの支援を受けた。
同年11月、自身のキオスクで販売していた自社のコンピューターをグアテマラのクラロ・ストアーズでも販売を始めた。2016年1月、グレープフルーツサイズの球型PCであるEndless Miniを79ドルと99ドルでリリースした。

## 製品

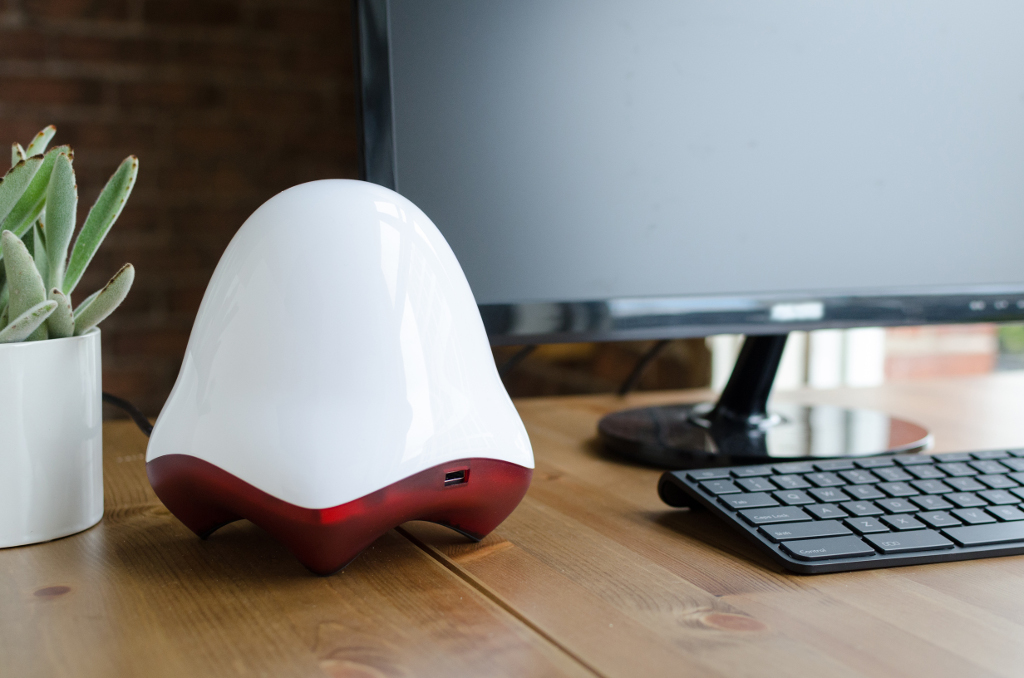
Endless Computer

### ハードウェア
自社販売サイトによると、インテルのIntel Celeron N2807(MissionおよびEndless)、もしくはクアッドコアのアムロジックのS805 Cortex A5 ARMプロセッサ(Mission MiniおよびEndless Mini)搭載製品を販売している。

### ソフトウェア
Endless OSとはDebian派生ディストリビューションで、Linuxカーネルの最上位とその他オープンソース技術(Chromium, GNOME, GRUB, GTK, PulseAudio, Rufus, systemd, X.Org, Yelp他多数)で構築されている。ほとんどのLinuxディストリビューションと違い、アプリケーション配信と更新にOSTreeとFlatpakによるリードオンリールートファイルシステムが使用されている。ユーザーインターフェースは高度に改造されたGNOMEデスクトップ環境を基にしている。Endless Computersは自身のフリーオープンソースのコンポーネントとフォークをGitHubで公開している。また多くのパッチをアップストリームに提出している。
Endless OSの最初の公開版である2.1.0は2014年7月に公開された。2017年12月中頃に3.3.6が公開された。2020年2月10日に3.7.7が公開された。

## 評価
Endless Miniはネバダ州ラスベガスで開催されたCES 2016でCES Editors' Choiceに輝き、同年のモバイル・ワールド・コングレスでTechSpotが選ぶ最優秀デバイスの1つに選ばれた。

## メリットとデメリット
PC WorldはEndless Computerはインターネット環境が制限されている場合において便利なソフトウェアやコンテンツが数多くプリインストールされているが、インターネット接続が容易な場合ではより性能が良くて価格が安い別製品があると評価している。